# Gran Premio d'Italia 1965
Il Gran Premio d'Italia 1965 fu l'ottava gara della stagione 1965 del Campionato mondiale di Formula 1, disputata il 12 settembre all'Autodromo nazionale di Monza.
La corsa vide la prima vittoria in carriera per Jackie Stewart su BRM, seguito dal compagno di squadra Graham Hill e da Dan Gurney su Brabham-Climax.

## Qualifiche
| Pos | N° | Pilota             | Costruttore         | Scuderia                    | Tempo  | Distacco |
| --- | -- | ------------------ | ------------------- | --------------------------- | ------ | -------- |
| 1   | 24 | Jim Clark          | Lotus 33-Climax     | Team Lotus                  | 1:35.9 | -        |
| 2   | 8  | John Surtees       | Ferrari 512         | Scuderia Ferrari SpA SEFAC  | 1:36.1 | +0.2     |
| 3   | 32 | Jackie Stewart     | BRM P261            | Owen Racing Organisation    | 1:36.6 | +0.7     |
| 4   | 30 | Graham Hill        | BRM P261            | Owen Racing Organisation    | 1:37.1 | +1.2     |
| 5   | 4  | Lorenzo Bandini    | Ferrari 512         | Scuderia Ferrari SpA SEFAC  | 1:37.2 | +1.3     |
| 6   | 22 | Ronnie Bucknum     | Honda RA272         | Honda R&D Company           | 1:37.3 | +1.4     |
| 7   | 18 | Jochen Rindt       | Cooper T77-Climax   | Cooper Car Company          | 1:37.7 | +1.8     |
| 8   | 26 | Mike Spence        | Lotus 33-Climax     | Team Lotus                  | 1:37.8 | +1.9     |
| 9   | 12 | Dan Gurney         | Brabham BT11-Climax | Brabham Racing Organisation | 1:38.1 | +2.2     |
| 10  | 44 | Jo Siffert         | Brabham BT11-BRM    | RRC Walker Racing Team      | 1:38.2 | +2.3     |
| 11  | 16 | Bruce McLaren      | Cooper T77-Climax   | Cooper Car Company          | 1:38.2 | +2.3     |
| 12  | 14 | Denny Hulme        | Brabham BT11-Climax | Brabham Racing Organisation | 1:38.3 | +2.4     |
| 13  | 40 | Richard Attwood    | Lotus 25-BRM        | Reg Parnell Racing          | 1:38.8 | +2.9     |
| 14  | 42 | Jo Bonnier         | Brabham BT7-Climax  | RRC Walker Racing Team      | 1:38.9 | +3.0     |
| 15  | 6  | Nino Vaccarella    | Ferrari 158         | Scuderia Ferrari SpA SEFAC  | 1:38.9 | +3.0     |
| 16  | 46 | Frank Gardner      | Brabham BT11-BRM    | John Willment Automobiles   | 1:38.9 | +3.0     |
| 17  | 20 | Richie Ginther     | Honda RA272         | Honda R&D Company           | 1:39.6 | +3.7     |
| 18  | 38 | Innes Ireland      | Lotus 33-BRM        | Reg Parnell Racing          | 1:39.8 | +3.9     |
| 19  | 10 | Giancarlo Baghetti | Brabham BT7-Climax  | Brabham Racing Organisation | 1:40.9 | +5.0     |
| 20  | 28 | Geki               | Lotus 25-Climax     | Team Lotus                  | 1:41.7 | +5.8     |
| 21  | 50 | Roberto Bussinello | BRM P57             | Scuderia Centro Sud         | 1:41.7 | +5.8     |
| 22  | 52 | Giorgio Bassi      | BRM P57             | Scuderia Centro Sud         | 1:42.4 | +6.5     |
| 23  | 48 | Masten Gregory     | BRM P57             | Scuderia Centro Sud         | 1:45.4 | +9.5     |

## Gara
| Pos | N° | Pilota             | Costruttore         | Giri | Tempo/Causa Ritiro | Pos partenza | Punti |
| --- | -- | ------------------ | ------------------- | ---- | ------------------ | ------------ | ----- |
| 1   | 32 | Jackie Stewart     | BRM P261            | 76   | 2:04:52.8          | 3            | 9     |
| 2   | 30 | Graham Hill        | BRM P261            | 76   | +3.3 secondi       | 4            | 6     |
| 3   | 12 | Dan Gurney         | Brabham BT11-Climax | 76   | +16.5 secondi      | 9            | 4     |
| 4   | 4  | Lorenzo Bandini    | Ferrari 512         | 76   | +1:15.9            | 5            | 3     |
| 5   | 16 | Bruce McLaren      | Cooper T77-Climax   | 75   | +1 Giro            | 11           | 2     |
| 6   | 40 | Richard Attwood    | Lotus 25-BRM        | 75   | +1 Giro            | 13           | 1     |
| 7   | 42 | Jo Bonnier         | Brabham BT7-Climax  | 74   | +2 Giri            | 14           |       |
| 8   | 18 | Jochen Rindt       | Cooper T77-Climax   | 74   | +2 Giri            | 7            |       |
| 9   | 38 | Innes Ireland      | Lotus 33-BRM        | 74   | +2 Giri            | 18           |       |
| 10  | 24 | Jim Clark          | Lotus 33-Climax     | 63   | Pompa benzina      | 1            |       |
| 11  | 26 | Mike Spence        | Lotus 33-Climax     | 62   | Alternatore        | 8            |       |
| 12  | 6  | Nino Vaccarella    | Ferrari 158         | 58   | Motore             | 15           |       |
| 13  | 50 | Roberto Bussinello | BRM P57             | 58   | Pressione olio     | 21           |       |
| 14  | 20 | Richie Ginther     | Honda RA272         | 56   | Accensione         | 17           |       |
| Rit | 14 | Denny Hulme        | Brabham BT11-Climax | 46   | Sospensioni        | 12           |       |
| Rit | 46 | Frank Gardner      | Brabham BT11-BRM    | 45   | Motore             | 16           |       |
| Rit | 44 | Jo Siffert         | Brabham BT11-BRM    | 43   | Cambio             | 10           |       |
| Rit | 28 | Geki               | Lotus 25-Climax     | 37   | Cambio             | 20           |       |
| Rit | 8  | John Surtees       | Ferrari 512         | 34   | Frizione           | 2            |       |
| Rit | 22 | Ronnie Bucknum     | Honda RA272         | 27   | Accensione         | 6            |       |
| Rit | 48 | Masten Gregory     | BRM P57             | 22   | Cambio             | 23           |       |
| Rit | 10 | Giancarlo Baghetti | Brabham BT7-Climax  | 12   | Motore             | 19           |       |
| Rit | 52 | Giorgio Bassi      | BRM P57             | 8    | Motore             | 22           |       |

## Statistiche

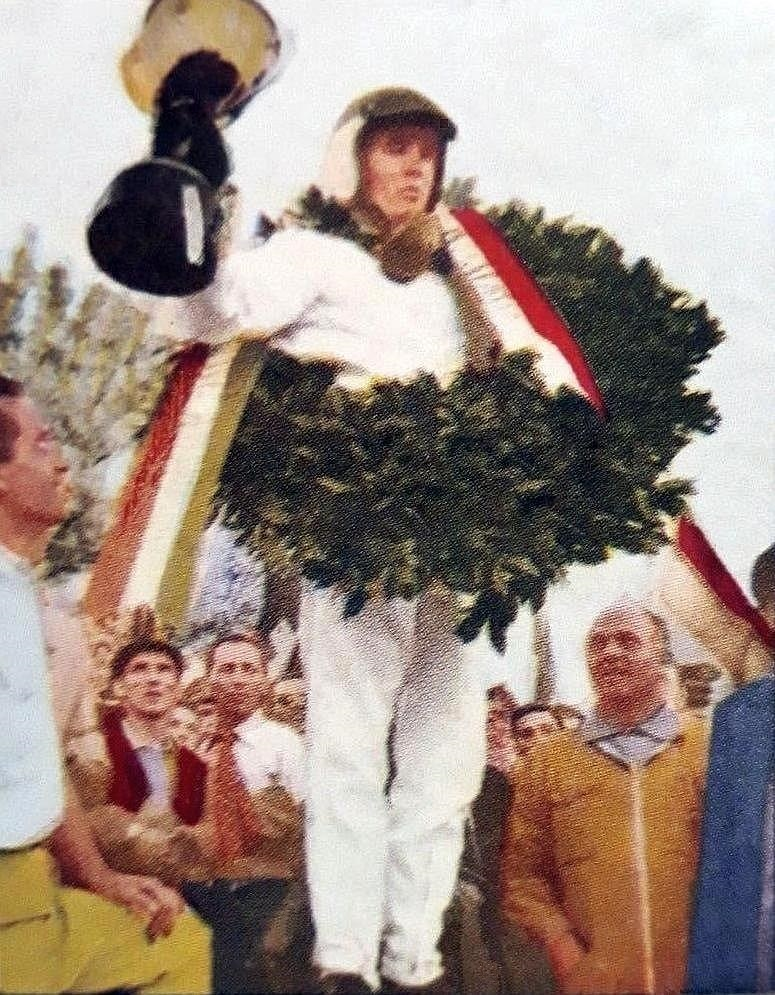
Jackie Stewart, alla sua prima vittoria in carriera, premiato sul podio.

### Piloti
- 1ª vittoria per Jackie Stewart
- 50º Gran Premio per Jim Clark
- 1° e unico Gran Premio per Giorgio Bassi
- Ultimo Gran Premio per Masten Gregory, Roberto Bussinello e Nino Vaccarella

### Costruttori
- 11ª vittoria per la BRM

### Motori
- 11ª vittoria per il motore BRM

### Giri al comando
- Jim Clark (1-2, 4, 7, 10, 18, 21, 27, 33-36, 38, 44, 46, 51, 53-54, 57)
- Graham Hill (3, 5, 25-26, 28, 40, 45, 50, 55-56, 70-71, 73)
- Jackie Stewart (6, 8-9, 11-14, 16-17, 19-20, 22-24, 29-32, 37, 39, 41-43, 47-49, 52, 58-69, 72, 74-76)
- John Surtees (15)

## Classifiche Mondiali

### Piloti
| Pos | Pilota          | Punti   |
| --- | --------------- | ------- |
| 1   | Jim Clark       | 54      |
| 2   | Graham Hill     | 34 (38) |
| 3   | Jackie Stewart  | 33 (34) |
| 4   | John Surtees    | 17      |
| 5   | Dan Gurney      | 13      |
| 6   | Bruce McLaren   | 10      |
|     | Lorenzo Bandini | 10      |
| 8   | Mike Spence     | 6       |
| 9   | Jack Brabham    | 5       |
|     | Denny Hulme     | 5       |
| 11  | Jochen Rindt    | 3       |
| 12  | Richie Ginther  | 2       |
|     | Jo Siffert      | 2       |
| 14  | Richard Attwood | 1       |

### Costruttori
| Pos | Team           | Punti   |
| --- | -------------- | ------- |
| 1   | Lotus-Climax   | 54      |
| 2   | BRM            | 42 (52) |
| 3   | Ferrari        | 24      |
| 4   | Brabham-Climax | 19      |
| 5   | Cooper-Climax  | 13      |
| 6   | Brabham-BRM    | 2       |
|     | Honda          | 2       |
| 8   | Lotus-BRM      | 1       |